# Live Death
Live Death är ett musikalbum med death metal-grupperna Suffocation, Malevolent Creation, Exhorder och Cancer utgivet 1994 på skivbolaget Restless Records. Albumet spelades in på Milwaukee Metalfest.

## Låtlista
1. "Jesus Wept" (Suffocation) – 3:41
2. "Infecting the Crypts" (Suffocation) – 4:57
3. "Premature Burial" (Malevolent Creation) – 3:17
4. "Slaughter of Innocence" (Malevolent Creation) – 4:09
5. "Decadence Within" (Malevolent Creation) – 4:57
6. "The Law" (Exhorder) – 5:11
7. "(Cadence of) the Dirge" (Exhorder) – 4:14
8. "Desecrator" (Exhorder) – 6:58
9. "Hung, Drawn and Quartered" (Cancer) – 3:21
10. "Blood Bath" (Cancer) – 4:09

## Musiker
Suffocation
- Terrance Hobbs – gitarr
- Frank Mullen – sång
- Doug Cerrito – gitarr
- Chris Richards – basgitarr
- Doug Bohn – trummor

Malevolent Creation
- Alex Marquez – trummor
- Jason Blachowicz – basgitarr
- Brett Hoffmann – sånh
- Phil Fasciana – gitarr
- Jon Rubin – gitarr

Exhorder
- Kyle Thomas – sång
- Jay Ceravolo – gitarr
- Vinnie LaBella – gitarr
- Frankie Sparcello – basgitarr
- Chris Nail – trummor

Cancer
- Carl Stokes – trummor
- John Walker – sång, gitarr
- Ian Buchanan – basgitarr
- Barry Savage – gitarr